# Bala Şürük
Bala Şürük è un comune dell'Azerbaigian situato nel distretto di Lənkəran.